# Gertrud Piter
Gertrud Piter (née le 12 février 1899 à Brielow, morte le 22 septembre 1933 au camp de concentration de Brandebourg) est une syndicaliste et militante communiste allemande, résistante au nazisme.

## Biographie
Elle est la cinquième des sept enfants de l'ouvrier Stefan Piter et de son épouse Franziska Jendretzyk. Après l’école, les enfants doivent encore participer aux travaux agricoles. En 1910, Gertrud Piter quitte le village de Brielow avec sa famille pour s'installer dans la ville de Brandebourg-sur-la-Havel. Elle reçoit une éducation catholique. À 14 ans, Gertrud Piter travaille comme femme de ménage chez un agriculteur. Elle devient ouvrière dans une fabrique de cigares puis dans l'usine de vélos Corona, puis dans la filature de laine peignée Kummerlé et enfin chez Oskar Wiederholz, fabricant de figurines Lineol.
En raison de son intérêt politique, elle devient membre d'un syndicat au début des années 1920. En 1922, elle rejoint le KPD. En 1924, elle quitte l’Église catholique pour la libre-pensée. À partir de 1925, elle travaille au sein de la Ligue rouge féminine et participe à de nombreuses réunions et discussions politiques et éducatives. Son engagement politique lui vaut la reconnaissance parmi les ouvriers du Brandebourg. Après une élection réussie en 1924, elle devient la seule femme du KPD à entrer au parlement municipal. Dans le même temps, elle continue à se battre comme syndicaliste. Ses efforts syndicaux au sein de la Fédération allemande des travailleurs de la métallurgie lui valent d'être élue conseillère d'entreprise chez Lineol Aktiengesellschaft.
Après la prise du pouvoir par les nazis le 30 janvier 1933, Piter est aussitôt licenciée de l'usine Lineol, après une première tentative en 1931. Elle devient active dans la direction du sous-district du KPD, devenu illégal, dans la résistance contre le nazisme, principalement en distribuant des prospectus, des tracts et des journaux illégaux. Des rassemblements et des manifestations illégaux ont également lieu, mais sont dispersés par la police.
Lorsque le chef du groupe, Otto Seeger, doit se cacher et est finalement arrêté en mars 1933, Piter reprend la direction et continue à travailler seule. En septembre 1933, l'organisation est dénoncée par un informateur et 45 membres, dont Piter, sont arrêtés.
Elle subit pour qu'elle dénonce les autres membres du groupe. Elle est emprisonnée dix jours plus tard dans le camp de concentration de Brandebourg. Elle est de nouveau battue et violée au cours d'un nouvel interrogatoire, mais elle reste ferme. Le lendemain de son admission au camp de concentration, son corps est pendu dans sa chambre pour tenter de dissimuler les traces des violences du camp. On annonce un suicide à sa mère.
Afin d'éviter des émeutes, la police entoure l'enterrement de Gertrud Piter au cimetière de la vieille ville. Seuls les plus proches parents sont autorisés à s’y rendre.

## Commémoration
L'ancienne Magdeburger Platz et la zone à l'est du Brandenburgisches Oberlandesgericht, ainsi qu'une garderie gérée par la ville de Brandebourg portent le nom de Gertrud Piter. Dans le bosquet d'honneur du mémorial de la prison de Brandebourg, une plaque lui rend hommage. Sa tombe se trouve au cimetière de la vieille ville de Brandebourg, à côté de Paul Redlich. Les deux tombes sont inscrites sur la liste des monuments du Land de Brandebourg.